# 皮索奇涅 (科韋利區)
51°13′10″N 25°5′18″E / 51.21944°N 25.08833°E
皮索奇涅（烏克蘭語：Пісочне）是位於烏克蘭西北部沃倫州科韋利區的村莊，面積5.7平方公里，海拔高度178米，2001年人口811，人口密度每平方公里142.28人。